# Río Frío (Manso)
El río Frío es un curso natural de agua que drena las zonas entre el río Puelo y el límite internacional de la Región de Los Lagos llevándolas hacia el norte para descargarlas el la ribera sur del río Manso antes de su confluencia con el río principal de la cuenca del río Puelo.

## Historia
Luis Risopatrón lo describe en su Diccionario Jeográfico de Chile: 342 
Frio (Rio) 41° 50' 71° 47'. Recibe las aguas de las faldas W del cordón limitáneo con la Arjentina, corre hacia el NW i se vácia en la márjen E del curso inferior del rio Manso, en las inmediaciones de El Zanjon Grande. 134; i 156.